# 룬 (기업)
룬 LLC(Loon LLC)은 인터넷 접속을 농촌 및 원거리 지역에 제공하는 알파벳의 자회사다. 고고도 기구를 약 18 킬로미터(11 마일)의 고도의 성층권에 배치시켜서 최대 4G LTE 속도의 무선 네트워크를 공중에 만들어준다. X (이전 명칭: 구글 X)에 의해 개발되고 있는 연구 개발 프로젝트의 하나였다.

## 역사
2008년, 구글은 미국 남부의 트럭 운전사와 기름 회사들에게 연결을 제공하기 위해 공중에 약 20마일(32킬로미터) 거리에 조그마한 기지국을 운반하는 스페이스 데이터(Space Data Corp.)를 인수할지 이 회사와 계약을 할지 고심하였다가 실행에 옮기지는 않았다.
캘리포니아주의 센트럴밸리에서 일련의 시행들과 함께 비공식 프로젝트 개발이 2011년 구글 X의 인큐베이션 하에 시작되었다. 이 프로젝트는 2013년 6월 14일 구글 프로젝트의 하나로 공식 발표되었다.

## 같이 보기
- 구글 파이버
- 인터넷 사용자 수에 따른 나라 목록